# Erythrolamprus zweifeli
Erythrolamprus zweifeli — вид змій родини полозових (Colubridae). Мешкає у Венесуелі та на Тринідаді і Тобаго.

## Поширення і екологія
Erythrolamprus zweifeli мешкають в горах Венесуельських Анд, зокрема в горах Кордильєра-де-Мерида, серед пагорбів регіону Лара-Фалькон та в горах Прибережного хребта, а також в горах острова Тринідад. Вони живуть в передгірських і гірських тропічних лісах, де трапляються поблизу струмків, на висоті від 400 до 2000 м над рівнем моря. Живляться саламандрами, жабами і пуголовками.